# Stereopsis hiscens
Stereopsis hiscens är en svampart som först beskrevs av Berk. & Ravenel, och fick sitt nu gällande namn av D.A. Reid 1965. Stereopsis hiscens ingår i släktet Stereopsis och familjen Meruliaceae.   Inga underarter finns listade i Catalogue of Life.